# MKS Tarnovia Tarnów
Le MKS Tarnovia Tarnów est un club polonais de football basé à Tarnów.

## Historique
- 1909 : fondation du club